# مجلس فواید عمومی همدان
مجلس فواید عمومی همدان به شورا و مجلسی گفته می‌شود که در سال ۱۳۲۴٫ق علی‌خان ظهیرالدوله، به منظور پیشبرد مقاصد آزادی‌خواهی خود، در همدان تشکیل داد. منظور اصلی ظهیرالدوله از تشکیل این مجلس به پشتیبانی خواندن قشرها مختلف مردم از حکومت خود و ایجاد جبهه‌ای علیه زورگویان و زمامداران بود.

برای یک دوره شش‌ماهه، ۵۳ نفر از نمایندگان اصناف، تجار، یهودیان و ارامنهٔ همدان، انتخاب شدند و مجلس در روز ۱۵ جمادی‌الاول ۱۳۲۴ق شروع به فعالیت نمود. مجلس فواید عمومی راجع به کنترل و قیمت‌گذاری ارزاق عمومی و اوضاع بهداشتی، اقتصادی و سیاسی شهر فعالیت داشت و حتی در این خصوص مسائلی را به تصویب می‌رساند و در مواردی بازوی اجرایی مصوبات مجلس حاکم همدان محسوب می‌گردید. روزنامه عدل مظفر، روزنامهٔ ارگانی این مجلس مردمی بود. مجلس فواید عمومی اطلاعیه و خبرهای خود را از طریق این روزنامه به اطلاع مردم می‌رساند.

جلسات اولیه مجلس در مسجد جامع و مسجد شیخ تقی همدان برگزار می‌شد تا اینکه به کمک قشرها مختلف اعم از بازاری، روحانی، فرهنگی، اعیان و اقلیتهای مذهبی، ساختمانی برای مجلس در نظر گرفته شد. ظهیرالدوله با این حرکت سیاسی توانست اصلاحیه‌های مورد نظر را در همدان اجرا کند. از سوی دیگر او برای اطلاع بیشتر از نظرات مردم یک صندوق شکایت و پیشنهاد در سطح شهر دایر نمود. بدین ترتیب ظهیرالدوله با نشر افکار آزادیخواهانه در بین مردم و به دست آوردن حمایت آنان، توانست در مقابل مستبدین و خوانین مقتدر مقاومت کند. از طرف دیگر از این زمان به بعد بود که مردم همدان جرأت پیدا کردند از خوانین و مأمورین حکومتی انتقاد کنند و ضمن تحصن اعتراض‌آمیز در تلگرافخانه، تلگراف‌هایی را به مرکز ارسال نمایند. در همان ایامی که همدان به رهبری ظهیرالدوله در تب‌وتاب برپایی مجلس فواید عمومی بود، جنبشی فراگیر در ایران طنین‌انداز شد. این حرکت خواهان تأسیس عدالت‌خانه و سهیم شدن مردم در اداره امور کشور بود.

پس از صدور فرمان مشروطیت توسط مظفرالدین شاه در ۱۳ مرداد ۱۲۸۵ شمسی برابر با ۱۳۲۴ قمری، ظهیرالدوله حاکم همدان جشنی با شرکت تمام قشرها همدان در باغ صفائیه در روز جمعه مورخ ۲۶ جمادی‌الثانی همان سال برگزار نمود.